# Grammy Award for Best Dance/Electronic Album
Der Grammy Award for Best Dance/Electronic Album (deutsch: „Grammy Award für das beste Dance/Electronic-Album“) ist ein Musikpreis, der seit 2005 bei den jährlich stattfindenden Grammy Awards verliehen wird. Mit ihm werden besonders herausragende Alben aus der Dance- und Electronica-Musik geehrt.

## Hintergrund und Geschichte
Die seit 1958 verliehenen Grammy Awards (eigentlich Grammophone Awards) werden jährlich in zahlreichen Kategorien von der National Academy of Recording Arts and Sciences (NARAS) in den Vereinigten Staaten von Amerika vergeben, um künstlerische Leistung, technische Kompetenz und hervorragende Gesamtleistung ohne Rücksicht auf die Album-Verkäufe oder Chart-Position zu ehren.
Dieser Preis wurde 2005 erstmals als Best Electronic/Dance Album an Basement Jaxx, für ihr Album Kish Kash verliehen. 2012 wurde der Preis nach einer Umordnung der Kategorien in Best Dance/Electronica Album umbenannt, ab 2015 heißt sie Best Dance/Electronic Album. Für die Kategorie können Alben nominiert werden, deren Spielzeit zu mindestens 51 % aus neuen Gesangs- oder Instrumentalstücken der Musikrichtungen Dance und Electronica besteht. Compilations oder Remixalben sind nicht nominierbar.
Skrillex konnte bisher als einziger die Auszeichnung dreimal gewinnen; The Chemical Brothers und Daft Punk wurden jeweils zweimal ausgezeichnet. Mit vier Nominierungen halten The Chemical Brothers auch den Rekord für die meisten Nominierungen. David Guetta, Paul Oakenfold, Robyn, Goldfrapp und Deadmau5 wurden je zweimal nominiert, konnten jedoch die Auszeichnung nie gewinnen. Je fünfmal ging die Auszeichnung bisher an Künstler und Gruppen aus dem Vereinigten Königreich sowie den Vereinigten Staaten, dreimal an französische Gruppen und je einmal an Musiker aus Australien und Deutschland.

## Preisträger
| Jahr                  | Künstler / Band       | Nationalität           | Werk                              | Weitere nominierte Künstler | Bilder der Künstler                                                       |
| --------------------- | --------------------- | ---------------------- | --------------------------------- | --- | ------------------------------------------------------------------------- |
| 2005 13. Februar 2005 | Basement Jaxx         | Vereinigtes Königreich | Kish Kash                         | - The Crystal Method – Legion of Boom - Paul Oakenfold – Creamfields - The Prodigy – Always Outnumbered, Never Outgunned - Paul van Dyk – Reflections                      | Felix Buxton und Simon Ratcliffe von Basement Jaxx                        |
| 2006 8. Februar 2006  | The Chemical Brothers | Vereinigtes Königreich | Push the Button                   | - Daft Punk – Human After All - Fatboy Slim – Palookaville - Kraftwerk – Minimum-Maximum - LCD Soundsystem – LCD Soundsystem                                               | Chemical Brothers live (2005) Ed Simons (links) und Tom Rowlands (rechts) |
| 2007 11. Februar 2007 | Madonna               | Vereinigte Staaten     | Confessions on a Dance Floor      | - Goldfrapp – Supernature - Paul Oakenfold – A Lively Mind - Pet Shop Boys – Fundamental - Zero 7 – The Garden                                                             | Madonna singt Ray of Light (2005)                                         |
| 2008 10. Februar 2008 | The Chemical Brothers | Vereinigtes Königreich | We Are the Night                  | - Justice – † - LCD Soundsystem – Sound of Silver - Shiny Toy Guns – We Are Pilots - Tiësto – Elements of Life                                                             | Chemical Brothers live (2005) Ed Simons (links) und Tom Rowlands (rechts) |
| 2009 8. Februar 2009  | Daft Punk             | Frankreich             | Alive 2007                        | - Brazilian Girls – New York City - Cyndi Lauper – Bring Ya to the Brink - Kylie Minogue – X - Moby – Last Night - Robyn – Robyn                                           | Daft Punk, 2007                                                           |
| 2010 31. Januar 2010  | Lady Gaga             | Vereinigte Staaten     | The Fame                          | - The Crystal Method – Divided by Night - David Guetta – One Love - LMFAO – Party Rock - Pet Shop Boys – Yes                                                               | Lady Gaga, 2010                                                           |
| 2011 13. Februar 2011 | La Roux               | Vereinigtes Königreich | La Roux                           | - BT – These Hopeful Machines - The Chemical Brothers – Further - Goldfrapp – Head First - Groove Armada – Black Light                                                     | Eleanor Jackson von La Roux (2010)                                        |
| 2012 12. Februar 2012 | Skrillex              | Vereinigte Staaten     | Scary Monsters and Nice Sprites   | - Cut Copy – Zonoscope - Deadmau5 – 4x4=12 - David Guetta – Nothing but the Beat - Robyn – Body Talk Pt. 3                                                                 | Skrillex, 2011                                                            |
| 2013 10. Februar 2013 | Skrillex              | Vereinigte Staaten     | Bangarang                         | - Steve Aoki – Wonderland - The Chemical Brothers – Don’t Think - Deadmau5 – Album Title Goes Here - Kaskade – Fire & Ice                                                  | Skrillex, 2011                                                            |
| 2014 26. Januar 2014  | Daft Punk             | Frankreich             | Random Access Memories            | - Disclosure – Settle - Calvin Harris – 18 Months - Kaskade – Atmosphere - Pretty Lights – A Color Map of the Sun                                                          | Daft Punkt, 2010                                                          |
| 2015 8. Februar 2015  | Aphex Twin            | Vereinigtes Königreich | Syro                              | - Deadmau5 – While (1<2) - Little Dragon – Nabuma Rubberband - Röyksopp & Robyn – Do It Again - Mat Zo – Damage Control                                                    | Aphex Twin (2007)                                                         |
| 2016 15. Februar 2016 | Skrillex and Diplo    | Vereinigte Staaten     | Skrillex and Diplo Present Jack Ü | - Caribou – Our Love - The Chemical Brothers – Born in the Echoes - Disclosure – Caracal - Jamie xx – In Colour                                                            | Diplo (2014)                                                              |
| 2017 12. Februar 2017 | Flume                 | Australien             | Skin                              | - Jean-Michel Jarre – Electronica 1: The Time Machine - Tycho – Epoch - Underworld – Barbara Barbara, We Face a Shining Future - Louie Vega – Louie Vega Starring … XXVIII | Flume bei den 2013 ARIA Awards                                            |
| 2018 28. Januar 2018  | Kraftwerk             | Deutschland            | 3-D the Catalogue                 | - Bonobo – Migration - Mura Masa – Mura Masa - Odesza – A Moment Apart - Sylvan Esso – What Now                                                                            | Kraftwerk 2013 in Düsseldorf                                              |
| 2019 10. Februar 2019 | Justice               | Frankreich             | Woman Worldwide                   | - Jon Hopkins – Singularity - Sofi Tukker – Treehouse - Sophie – Oil of Every Pearl’s Un-Insides - Tokimonsta – Lune Rouge                                                 | Justice, 2007                                                             |
| 2020 26. Januar 2020  | The Chemical Brothers | Vereinigtes Königreich | No Geography                      | - Apparat – LP5 - Flume – Hi This Is Flume - Rüfüs Du Sol – Solace - Tycho – Weather                                                                                       | Chemical Brothers 2007                                                    |
| 2021 14. März 2021    | Kaytranada            | Haiti                  | Bubba                             | - Arca – Kick I - Baauer – Planet’s Mad - Disclosure – Energy - Madeon – Good Faith                                                                                        | Kaytranada (2016)                                                         |
| 2022 3. April 2022    | Black Coffee          | Südafrika              | Subconsciously                    | - Illenium – Fallen Embers - Major Lazer – Music Is the Weapon (Reloaded) - Marshmello – Shockwave - Sylvan Esso – Free Love - Ten City – Judgement                        | Black Coffee, links, mit DJ Shimza (2016)                                 |
| 2023 5. Februar 2023  | Beyoncé               | Vereinigte Staaten     | Renaissance                       | - Bonobo – Fragments - Diplo – Diplo - Odesza – The Last Goodbye - Rüfüs Du Sol – Surrender                                                                                |                                                                           |
| 2024 4. Februar 2024  | Fred Again            | Vereinigtes Königreich | Actual Life 3                     | - James Blake – Playing Robots into Heaven - Chemical Brothers – For That Beautiful Feeling - Kx5 – Kx5 - Skrillex – Quest for Fire                                        |                                                                           |
| 2025 2. Februar 2025  | Charli XCX            | Vereinigtes Königreich | Brat                              | - Three von Four Tet - Hyperdrama von Justice - Timeless von Kaytranada - Telos von Zedd                                                                                   | Charli XCX, 2022                                                          |